# MÁV-Baureihe V42
Die MÁV-Baureihe V42 war eine elektrische Lokomotive der ungarischen Staatsbahn Magyar Államvasutak (MÁV) nach dem System Ward Leonard. Sie wurde aus der Reihe V41 abgeleitet.

## Geschichte
Da die Lokomotiven der Reihe V41 eine zu geringe Leistung hatten, wurde aus ihr die Reihe V42 mit höherer Leistung entwickelt. Alle anderen Parameter der Lokomotive stimmten fast vollständig mit denen der Baureihe V41 überein.
Die V42 waren auf mehrere Knotenpunkten wie Budapest, Komárom oder Miskolc verteilt. Bei Rekonstruktionen entstanden Lokomotiven mit nur einem Stromabnehmer. Um 1990 schieden sie aus dem aktiven Dienst aus. Die V 42,527 wurde in den Originalzustand versetzt und befindet sich im Bahnhistorischen Park Budapest.

## Technische Merkmale
Die Lokomotiven arbeiten wie die Vorgänger-Baureihe V41 nach dem System eines Ward Leonard-Umformers und sind mit dieser bis auf den Haupttransformator, die Leistung und die Drehzahl des Synchronmotors, der bei der V42 bei 1000 min−1 liegt, fast identisch.